# 三愛水着イメージガール
三愛水着イメージガール（さんあいみずぎイメージガール）は、大手水着販売店を経営する婦人服販売会社の株式会社三愛が毎年選出・起用している水着キャンペーンガール。
2016年より名称を「三愛水着楽園イメージガール」に、2019年より「サンアイリゾートアンバサダー（San-ai Resort ambassador）」に変更。

## 概説
2002年に初代イメージガールを発表。それまではカタログ、ポスター、ショーとその都度オーディションを行ってモデルを決定していた。
2003年までは繊維素材メーカーの水着キャンペーンガールと同列には見られていなかったが、繊維素材メーカーのキャンペーンガールの減少により、また、山本梓や杉本有美、木下優樹菜、菜々緒といった人気者を輩出したことにより、マスコミの注目度も上がっていった。
2008年頃より、繊維素材メーカーの東レや旭化成、業界団体の日本スイムスーツ協会（東レ子会社等が加盟）と共同で水着ファッションショーイベントを行うことが多くなっている。
2015年に三愛は水着事業をワコールホールディングスに譲渡、同HDが新たに設立した「株式会社Ai」がこれを受け継いだ。
2016年の15代目から、名称を「三愛水着楽園イメージガール」に変更。この年の選出においては、スタート以来初めて「三愛水着楽園」の女性店長が審査に参加した。
2019年より、三愛水着楽園が「サンアイリゾート（San-ai Resort）」にリブランドされたことを受け、当イメージガールも「サンアイリゾートアンバサダー」に変更。
2020年はKellyが初の2年連続起用となった。

## 歴代イメージガール
以下が歴代イメージガールである。情報は全て当時のものとする。
| 年度   | 名前       | 生年月日       | 身長  | スリーサイズ | 出典          |
| ------ | ---------- | -------------- | ----- | ------------ | ------------- |
| 2002年 | 山本梓     | 1981年4月24日  | 157cm | B78 W55 H80  |               |
| 2003年 | 佐藤麻紗   | 1983年3月3日   | 163cm | B84 W58 H86  |               |
| 2004年 | 武田真理子 | 1983年3月9日   | 170cm | B86 W58 H88  |               |
| 2005年 | 吉田智美   | 1983年4月28日  | 167cm | B83 W59 H83  |               |
| 2006年 | 杉本有美   | 1989年4月1日   | 166cm | B82 W58 H85  |               |
| 2007年 | 木下優樹菜 | 1987年12月4日  | 168cm | B88 W58 H86  |               |
| 2008年 | 谷ちあき   | 1988年11月11日 | 169cm | B80 W60 H88  |               |
| 2009年 | 宮田聡子   | 1988年9月12日  | 172cm | B80 W58 H83  |               |
| 2010年 | 菜々緒     | 1988年10月28日 | 172cm | B80 W58 H83  |               |
| 2011年 | 北川富紀子 | 1986年12月2日  | 162cm | B82 W59 H85  |               |
| 2012年 | 宮原華音   | 1996年4月8日   | 170cm | B82 W59 H86  |               |
| 2013年 | 斎藤夏美   | 1989年7月25日  | 167cm | B82 W58 H86  |               |
| 2014年 | 久松郁実   | 1996年2月18日  | 165cm | B83 W59 H86  |               |
| 2015年 | 朝比奈彩   | 1993年10月6日  | 170cm | B80 W58 H83  | [ 8 ] [ 9 ]   |
| 2016年 | 松元絵里花 | 1995年12月14日 | 168cm | B75 W55 H84  | [ 1 ]         |
| 2017年 | 熊江琉唯   | 1995年4月17日  | 172cm | B84 W58 H83  | [ 10 ] [ 11 ] |
| 2018年 | 黒木麗奈   | 2000年11月26日 | 172cm | B81 W56 H82  | [ 12 ]        |
| 2019年 | Kelly      | 1984年11月21日 | 174cm | B83 W60 H86  | [ 2 ]         |
| 2020年 | Kelly      | 1984年11月21日 | 174cm | B83 W60 H86  | [ 7 ]         |

## 日本ハムファイターズの始球式
2003年より毎年シーズン前半に開催されるプロ野球・日本ハムファイターズの主催試合（2004年の北海道移転以降は旧本拠地となった東京ドーム開催試合）でその年のトレンド水着を着用して始球式を行うのが恒例となっている。2007年・2008年・2011年は行われなかった。2014年はシーズン終盤に行われ、さらに千葉県鎌ケ谷市のファイターズ鎌ケ谷スタジアムで行われたファームの試合でも行われた。
2003年4月18日：西武戦
2004年6月7日：ダイエー戦
2005年7月4日：ロッテ戦
2006年7月30日：ソフトバンク戦
2009年4月22日：ソフトバンク戦
2010年3月31日：オリックス戦
2012年4月24日：ロッテ戦
2013年4月9日：楽天戦
2014年8月30日：ロッテ戦
2014年9月15日：DeNA戦（イースタン・リーグ）
2015年3月12日：ロッテ戦（オープン戦）
2016年4月2日：ソフトバンク戦